# Zhu Mingye
Zhu Mingye (en chino: 朱明叶; Yunfu, 14 de enero de 1992) es una deportista china que compitió en esgrima, especialista en la modalidad de espada.
Ganó tres medallas en el Campeonato Mundial de Esgrima entre los años 2017 y 2019. Participó en los Juegos Olímpicos de Tokio 2020, ocupando el cuarto lugar en la prueba por equipos.

## Palmarés internacional
| Campeonato Mundial | Campeonato Mundial | Campeonato Mundial | Campeonato Mundial |
| Año                | Lugar              | Medalla            | Prueba             |
| ------------------ | ------------------ | ------------------ | ------------------ |
| 2017               | Leipzig (Alemania) | Medalla de plata   | Espada por equipos |
| 2018               | Wuxi (China)       | Medalla de bronce  | Espada por equipos |
| 2019               | Budapest (Hungría) | Medalla de oro     | Espada por equipos |